# Mše katechumenů
Mše katechumenů (latinsky missa catechumenorum) je první část mše v mimořádné formě římského ritu, v římskokatolické církvi běžně sloužené do liturgické reformy provedené po druhém vatikánském koncilu. Označení se užívalo od 11. století a poukazovalo na fakt, že se jí na rozdíl od mše věřících mohli kromě věřících zúčastnit i katechumeni a jiní nepokřtění. V nynější řádné formě římského ritu jí odpovídají úvodní obřady a bohoslužba slova.